# Megachile eupyrrha
Megachile eupyrrha är en biart som beskrevs av Cockerell 1937. Megachile eupyrrha ingår i släktet tapetserarbin, och familjen buksamlarbin. Inga underarter finns listade i Catalogue of Life.